# Eragon (film)
Eragon je americký fantasy film režiséra Stefena Fangmeiera, natočený podle románu Eragon, který je prvním dílem tetralogie Odkaz Dračích jezdců od amerického spisovatele Christophera Paoliniho. Jeho premiéra v České republice proběhla dne 14. prosince 2006.

## Obsazení
| Znak       | Původní herec       | Hlas herec       |
| ---------- | ------------------- | ---------------- |
| Eragon     | Edward Speleers     | Kryštof Hádek    |
| Safira     | Rachel Weisz (Hlas) | Vanda Hybnerová  |
| Brom       | Jeremy Irons        | Jiří Plachý      |
| Arya       | Sienna Guillory     | Andrea Elsnerová |
| Galbatorix | John Malkovich      | Lukáš Hlavica    |
| Durza      | Robert Carlyle      | Libor Hruška     |
| Roran      | Christopher Egan    | Matěj Hádek      |
| Murtagh    | Garrett Hedlund     | Jan Dolanský     |
| Angela     | Joss Stone          | Nikola Votočková |
| Katrina    | Tamsin Egerton      | Kateřina Lojdová |
| Nasuada    | Caroline Chikezie   |                  |
| Dvojče     | Ralph Brown         |                  |
| Ažihad     | Djimon Hounsou      |                  |
| Hrothgar   | Gary Lewis          |                  |

## Komentář Ch. Paoliniho
„Původně jsem koncipoval Eragona spíše jako film. Viděl jsem jasně všechny postavy a obrazy ve svých myšlenkách. Ale jelikož jsem neměl peníze na produkci filmu, uchýlil jsem se tedy k napsání příběhu v knižní podobě. Jsem nesmírně nadšený, že spol. Fox oživí mé postavy a zachytí atmosféru Alagaësie a její obyvatele.“ Paolini si také chtěl zahrát ve filmu. Měl hrát vojáka ve Farthen Dûru, kterému useknou hlavu, ale protože prezentoval svou knihu v Evropě, nemohl.